# Момиль
Момиль (исп. Momil) — город и муниципалитет на севере Колумбии, на территории департамента Кордова.

## История
Поселение, из которого позднее вырос город, было основано 17 ноября 1776 года доном Антонио де Ла-Торре-и-Мирандой. Муниципалитет Момиль был выделен в отдельную административную единицу в 1963 году.

## Географическое положение

Муниципалитет Момиль

Город расположен на северо-востоке департамента, в пределах Прикарибской низменности, на северном берегу озера Плайон-де-Момиль, на расстоянии приблизительно 51 километра к северо-востоку от города Монтерии, административного центра департамента. Абсолютная высота — 10 метров над уровнем моря.
Муниципалитет Момиль граничит на западе с территорией муниципалитета Пурисима, на юго-западе — с муниципалитетом Лорика, на юго-востоке — с муниципалитетом Чима, на востоке — с муниципалитетом Тучин, на севере и северо-востоке — с территорией департамента Сукре. Площадь муниципалитета составляет 155 км².

## Население
По данным Национального административного департамента статистики Колумбии, совокупная численность населения города и муниципалитета в 2015 году составляла 14 864 человека.
Динамика численности населения муниципалитета по годам:
| 2005   | 2006   | 2007   | 2008   | 2009   | 2010   | 2011   | 2012   | 2013   | 2014   | 2015   |
| ------ | ------ | ------ | ------ | ------ | ------ | ------ | ------ | ------ | ------ | ------ |
| 14 092 | 14 173 | 14 258 | 14 140 | 14 236 | 14 333 | 14 434 | 14 540 | 14 644 | 14 752 | 14 864 |

Согласно данным переписи 2005 года мужчины составляли 50,5 % от населения Момиля, женщины — соответственно 49,5 %. В расовом отношении индейцы составляли 57 % от населения города; белые и метисы — 42,1 %; негры, мулаты и райсальцы — 0,9 %.
Уровень грамотности среди всего населения составлял 80,6 %.

## Экономика
Основу экономики Момиля составляют сельское хозяйство и рыболовство.
55,3 % от общего числа городских и муниципальных предприятий составляют предприятия торговой сферы, 36,5 % — предприятия сферы обслуживания, 8,2 % — промышленные предприятия.

## Транспорт
Через город проходит национальное шоссе № 78 (исп. Ruta Nacional 78).